# ناصره، ادلب
ناصره (به عربی: الناصرة) یک روستا در سوریه است که در ناحیه الجانودیه واقع شده‌است. ناصره ۱۲۸ نفر جمعیت دارد.